# Вулкан (компания)
Вижте пояснителната страница за други значения на Вулкан.
„Вулкан“ е бивше акционерно дружество за добив на въглища и производство на цимент със седалище в София.

## История
Дружеството е основано в София през 1919 г. Дейността му през първите години на съществуване е слаба. През 1937 – 1938 г. започва проучвателна дейност и построява голям завод за цимент „Вулкан“, към него през 1940 – 1941 г. – въжена линия, а през 1942 г. и железопътна линия. Утвърждава се като голямо предприятие през Втората световна война. Дружеството добива въглища в рудник „Вулкан“ в близост до Мариино (днес Димитровград). През 1940 – 1941 г. построява ТЕЦ. През 1943 г. капиталите на предприятието възлизат на 95 милиона лева. Извършва добив на гипс и други полезни изкопаеми. Предприятието е национализирано чрез принудително изкупуване на акциите му през април 1947 г.